# Gai Asini Pol·lió (cònsol)
Gai Asini Pol·lió (en llatí Caius Asinius Pollio) va ser un magistrat romà, net de Gai Asini Pol·lió (Caius Asinius Pollio) i fill de Gai Asini Gal Saloní i de Vipsània (la filla de Marc Vipsani Agripa). Era membre de la gens Asínia, una família romana d'origen plebeu.
Va ser cònsol l'any 23 junt amb Gai Antisti Vet i després (segons una moneda) procònsol a l'Àsia. L'anvers de la moneda representa a Drus, el fill de l'emperador Tiberi i Germànic asseguts en una cadira, amb la llegenda ΔΡΟΥΣΟΣ ΚΑΙ ΓΕΡΜΑΝΙΚΟΣ ΚΑΙΣΑΡΕΣ ΝΕΟΙ ΘΕΟΙ ΦΙΛΑΔΕΛΦΟΙ. Al revers hi ha una corona de roure, amb la llegenda ΓΑΙΩ ΑΣΙΝΙΩ ΠΟΛΛΙΩΝΙ ΑΝΩΥΠΑΤΩ, i dins de la corona ΚΟΙΝΟΥ ΑΣΙΑΣ. Drus i Germànic són anomenats Filadelfis perquè eren germans per adopció. I Asini Pol·lió era germanastre de Drus, fills de la mateixa mare, Vipsània.
L'any 45 Asini Pol·lió va ser exiliat acusat de conspiració, i més tard assassinat per ordre de l'emperadriu Valèria Messalina.